# 高橋功一郎
高橋 功一郎（たかはし  こういちろう、6月4日 - ）は、日本の漫画家。東京都出身。
スポーツ系漫画を得意とする。代表作は『週刊少年チャンピオン』で連載していた『剣聖ツバメ』など。東京国際大学商学部卒業。

## 来歴
雑誌『ファンロード』の『暑中見顛末記』でデビュー。『風子！』で第27回小学館新人コミック大賞に入選した後は活動の場を小学館に移し、数多くのスポーツ漫画を連載していた。現在、中国の漫画雑誌（一時期は中国で習筆し、中国の青年誌『蜂絵』で『愛のタイブレーク』を連載）で連載するなど、海外にも活動の場を広げている。
2020年8月1日、7年間所属していた編集プロダクションから離れ、フリーとして再出発する。
趣味はスポーツ観戦とゴルフで、ベストスコア97という腕前。また、北海道日本ハムファイターズのファンで、公式サイトにも日ハムの4コマを掲載している。
漫画家のさんりようことはデビュー当時から仲が良く、さんりが高橋の作品に4コマ漫画を寄稿している。

## 作品リスト

### 連載・単行本化
- 天使達のハイキング（夢橋耕威智名義。ファンロード別冊「ドリームス」・ファンロード1990年9月号・1991年8月号、全1巻）
- カンタ君（日教済だより、1992年7月号 - 1997年4月号、4コマ21回連載）
- 鳥人ブンタ（週刊少年サンデー増刊号、1995年6月号 - 1997年8月号　全6巻）- 棒高跳び漫画
- カンタが大将！（週刊少年サンデー増刊号、1998年6月号 - 2001年4月号）- サッカー漫画
- 松井秀喜物語 -ナナとたどったホームランロード-（小学5年生、2001年4月号 - 同年10月号、単行本化）
- 高原直泰物語（小学5年生・6年生、2002年4月号 - 同年7月号、単行本化）
- 探険発見物語（小学6年生、2003年6月号 - 2004年8月号、単行本化）
- SAMURAI‐BOY！！（ドラゴンエイジ、2004年12月号 - 2005年1月号、単行本化）
- 剣聖ツバメ（週刊少年チャンピオン、2004年50号 - 2006年50号、全11巻）
- SWISH！（月刊COMIC PANDA、2012年 1号 - 3号、全3回）
- 光る風（作画担当、原作・高橋三千綱、アルバトロス・ビュー（プレジデント社）、2010年11月25日号 - 2014年12月25日号、既刊2巻）- ゴルフ漫画
- 愛のタイブレーク（中国の青年誌蜂絵で連載した漫画）
- マンガカーG（LINEマンガ、2014年10月29日 - 2014年12月10日、全6回）
- 銀闘伝シド（原作・白田ジューク、パチンコ必勝ガイドパチンコ必勝ガイドMAX、2012年2月 - 2017年12月、全70回）
- コンドルの選択（ゴルフダイジェストボギー、2015年4月号 - 2015年10月、全3回）
- 安井家の食卓シリーズ（原作・信田朋嗣、ごはん処なつかし屋、おいしいごはんなつかし亭、おいしさ満点☆ごちそう屋、2015年10月 - 2019年5月）
- 女子ごはん焼肉三幸園シリーズ（原作・信田朋嗣、ひとりでごほうびわたしごはん、ひとりで食べキュン！女子ごはん、2016年10月 - 2019年4月）
- 夢見るケチ子さん（ひとりでごほうびわたしごはん、ひとりで食べキュン！女子ごはん、2016年10月 - 2019年4月）
- 問屋場事件帖（原作・嵯峨仙、コミック斬、2016年7月vol.1 - 2017年6月vol.10 全10回）
- 新 問屋場事件帖（原作・嵯峨仙、コミック魂、2018年3月vol.7 - 2018年4月vol.8）
- 劇画寄席 落語の間（監修・林家木久扇、脚本・はちどり家木こり、COMIC魂、2018年10月号 - 2019年11月号）
- Bite！（コミックチャージ、2008年10号 - 2009年3号、全2巻、ゴルフエンジョイコミック、2019年5月vol.1 - 2020年1月vol.11 再掲 全11回）- ゴルフ漫画
- アイアンマン（ガイドワークスバーディーラッシュ、2016年 - 全2回、ゴルフエンジョイコミック、2019年5月vol.1 - 2020年1月vol.11 全11回）- ゴルフ漫画
- ハナシノブ ～凛花捕物帳～ （リイド社コミック乱・2021年3月号 - 、2023年04月27日 1巻発売)
- 銭闘ゴルフ姉妹 ナミナギ！（日刊ゲンダイDIGITAL、2023年1月12日 - ）- ゴルフ漫画
- バードバディ （アルバトロス・ビュー（プレジデント社）2023年6月21日 871号 - 全6回予定)

### 読み切り
- 風子！（少年サンデー増刊、1991年2月号）
- はるか！甲子園（少年サンデー大増刊、1992年1月号）
- ばってん卓馬!（少年サンデー増刊、1992年5月号）
- マキューピッチャー我鬼!（少年サンデー増刊、1993年9月号）
- BAD-HITTER（少年サンデー増刊、1993年11月号 - 同年12月号）
- 約束のボールパーク（少年サンデー増刊、1994年4月号）
- 上原浩治物語（小学5年生、2000年4月号別冊）
- ビジネス・ターフ（WEBコミック・2011年、ソフトバンクテレコムHPにて掲載)
- 白酒の夢（ガイドワークス酒場のグルメ極旨・2015年12月 掲載、しあわせ一献！いただきます わたしのお酒 春号 初春号・2019年4月 再掲載)
- 初陣！小平太 （リイド社コミック乱・2020年10月号 - 同年11月号)

### 新書
- マンガでわかる 裏切りと粛正の中国近現代史(監修:中国近現代研究会、2014年5月2日　実業之日本社、単巻）
- マンガでわかる 日本人なら知っておきたい トヨタ自動車の歴史(2014年7月3日　実業之日本社、単巻）
- 角川まんが学習シリーズ まんが人物伝 豊臣秀吉（2017年12月25日 KADOKAWA、単巻）
- マンガ 稼ぐ人に共通する、最強の法則 頭のいいバカになれ！(金川顕教 著、2019年6月4日　実業之日本社、単巻）
- マンガ 見せるだけで売れる！最強営業術(西尾英樹 著、2019年7月18日　主婦の友社、単巻） 解説部分の漫画を担当

### ゲーム
- クリムゾンティアーズ（企画・シナリオ原案）